# Tomáš Plekanec
Tomáš Plekanec (* 31. října 1982 Kladno) je český hokejový trenér a bývalý střední útočník. Odchovanec kladenského klubu hrál od roku 2002 celkem 16 let v Severní Americe a v tamní NHL (absolvoval celkem 1001 zápasů), kde byl spojen především s klubem Montreal Canadiens. Po návratu do Česka v roce 2018 působil především v klubu Rytíři Kladno. Kariéru ukončil na podzim 2023. V listopadu 2023 se stal asistentem trenéra české hokejové reprezentace, s níž zvítězil na domácím Mistrovství světa 2024.

## Osobní život
Dne 17. června 2011 se v kapli svaté Kláry v Praze-Troji oženil se zpěvačkou Lucií Vondráčkovou. Dne 4. prosince 2011 se jim narodil syn Matyáš a 23. června 2015 syn Adam. V roce 2018 se manželé rozešli (a následující rok rozvedli) a Plekanec zveřejnil svůj vztah s tenistkou Lucií Šafářovou. Před Vánocemi 2019 se jim narodila dcera Leontýna a v září 2021 se vzali. V květnu 2022 se jim narodil syn Oliver.
Je členem týmu Real TOP Praha, v jehož dresu se zúčastňuje charitativních zápasů a akcí.

## Hráčská kariéra
Draftován byl v roce 2001 jako celkově 71. v pořadí týmem Montreal Canadiens, za který hrál až do roku 2017. Na mezinárodní úrovni byl účastníkem několika mistrovství světa, z kterých si v roce 2006 přivezl stříbrnou a v roce 2011 bronzovou medaili. Zúčastnil se ZOH 2010 ve Vancouveru a 2014 v Soči (zde jako kapitán). Dne 22. června 2010 prodloužil smlouvu s týmem Montreal Canadiens na 6 let za 30 miliónů dolarů. První polovinu sezony 2012–2013 nastupoval při výluce v NHL za klub Rytíři Kladno. Byl kapitánem na MS 2016 v Rusku. Ke konci sezony 2017/2018 byl vyměněn do klubu Toronto Maple Leafs, ale po skončení ročníku se vrátil zpět do Montrealu. Na podzim 2018 odehrál svůj 1000. zápas v NHL, následně ho ze hry vyřadilo zranění. Po vzájemné dohodě s ním vedení klubu rozvázalo v listopadu smlouvu a zařadilo jej na listinu volných hráčů. Plekanec uvedl, že zvažuje návrat do České republiky. Po dvou týdnech se upsal prvoligovému klubu Rytíři Kladno, který mu umožnil i střídavé starty za extraligovou Kometu Brno. V červenci 2019 podepsal na sezónu 2019/2020 roční smlouvu s brněnskou Kometou. Po skončení brněnského angažmá přestoupil zpět do Kladna, kde v září 2020 získal dvouletou smlouvu. V Kladně odehrál celkem tři sezóny a úvod ročníku 2023/2024. Naposledy do extraligového zápasu nastoupil 8. října 2023 proti Mladé Boleslavi, poté absentoval kvůli zranění. Dne 28. října 2023 ale oznámil, že ze zdravotních důvodů musí ukončit hráčskou kariéru.

## Ocenění a úspěchy
- 2001 ČHL – Nejproduktivnější nováček
- 2001 ČHL – Nejlepší nováček
- 2004 AHL – All-Star Game
- 2005 AHL – All-Star Game
- 2011 MS – Top tří hráčů týmu
- 2012 MS – Top tří hráčů týmu
- 2013 ČHL – Nejlepší střelec v oslabení
- 2016 MS – Top tří hráčů týmu
- 2019 1. ČHL – Nejlepší nahrávač v playoff
- 2019 1. ČHL – Nejproduktivnější hráč v playoff
- 2019 Postup s týmem Rytíři Kladno do ČHL
- 2021 1. ČHL - Cena Tomáše Zelenky pro hráče sezony
- 2021 1. ČHL - Nejlepší útočník
- 2021 1. ČHL - Nejlepší hráč na vhazování
- 2021 1. ČHL - Nejvíce vyhraných vhazování
- 2021 1. ČHL - All-Star Tým
- 2022 ČHL - Nejvíce vyhraných vhazování
- 2023 ČHL - Nejvíce vyhraných vhazování

V prosinci 2023 se stal čestným občanem města Kladna (jako osmý sportovec a z toho sedmý hokejista).

## Prvenství

### ČHL
- Debut – 6. října 1998 (HC Becherovka Karlovy Vary proti HC Velvana Kladno)
- První gól – 8. října 2000 (HC Femax Havířov proti HC Vagnerplast Kladno, českému brankáři Radovanu Bieglovi)
- První asistence – 5. listopadu 2000 (HC Vagnerplast Kladno proti HC Continental Zlín)
- První hattrick – 26. září 2012 (Rytíři Kladno proti HC ČSOB Pojišťovna Pardubice)

### NHL
- Debut – 31. prosince 2003 (Dallas Stars proti Montreal Canadiens)
- První asistence – 5. října 2005 (New York Rangers proti Montreal Canadiens)
- První gól – 15. října 2005 (Montreal Canadiens proti Toronto Maple Leafs, kanadskému brankáři Edu Belfourovi)
- První hattrick – 29. února 2008 (Montreal Canadiens proti Buffalo Sabres)

## Klubové statistiky
| Sezóna       | Klub                   | Soutěž       |      | Základní část | Základní část | Základní část | Základní část | Základní část |    | Play off | Play off | Play off | Play off | Play off |
| Sezóna       | Klub                   | Soutěž       | Z    | G             | A             | B             | TM            | Z             | G  | A        | B        | TM       |          |          |
| 1998–99      | HC Velvana Kladno      | ČHL          | 3    | 0             | 0             | 0             | 0             | —             | —  | —        | —        | —        |          |          |
| 1999–00      | HK Lev Slaný           | 2. ČHL       | 3    | 0             | 1             | 1             | 6             | —             | —  | —        | —        | —        |          |          |
| 1999–00      | HK Kralupy nad Vltavou | 2. ČHL       | —    | —             | —             | —             | —             | 6             | 2  | 2        | 4        | 2        |          |          |
| 2000–01      | HC Vagnerplast Kladno  | ČHL          | 47   | 9             | 9             | 18            | 24            | —             | —  | —        | —        | —        |          |          |
| 2000–01      | HC Mladá Boleslav      | 2. ČHL       | —    | —             | —             | —             | —             | 4             | 5  | 5        | 10       | 4        |          |          |
| 2000–01      | HC Mladá Boleslav      | 1. ČHL/baráž | 6    | 6             | 3             | 9             | 14            | —             | —  | —        | —        | —        |          |          |
| 2001–02      | HC Vagnerplast Kladno  | ČHL          | 48   | 17            | 21            | 23            | 28            | —             | —  | —        | —        | —        |          |          |
| 2001–02      | HC Vagnerplast Kladno  | ČHL/baráž    | 5    | 0             | 1             | 1             | 0             | —             | —  | —        | —        | —        |          |          |
| 2002–03      | Hamilton Bulldogs      | AHL          | 77   | 19            | 27            | 46            | 74            | 13            | 3  | 2        | 5        | 8        |          |          |
| 2003–04      | Hamilton Bulldogs      | AHL          | 74   | 23            | 43            | 66            | 90            | 10            | 2  | 5        | 7        | 6        |          |          |
| 2003–04      | Montreal Canadiens     | NHL          | 2    | 0             | 0             | 0             | 0             | —             | —  | —        | —        | —        |          |          |
| 2004–05      | Hamilton Bulldogs      | AHL          | 80   | 29            | 35            | 64            | 68            | 4             | 2  | 4        | 6        | 6        |          |          |
| 2005–06      | Hamilton Bulldogs      | AHL          | 2    | 0             | 0             | 0             | 2             | —             | —  | —        | —        | —        |          |          |
| 2005–06      | Montreal Canadiens     | NHL          | 67   | 9             | 20            | 29            | 32            | 6             | 0  | 4        | 4        | 6        |          |          |
| 2006–07      | Montreal Canadiens     | NHL          | 81   | 20            | 27            | 47            | 36            | —             | —  | —        | —        | —        |          |          |
| 2007–08      | Montreal Canadiens     | NHL          | 81   | 29            | 40            | 69            | 42            | 12            | 4  | 5        | 9        | 2        |          |          |
| 2008–09      | Montreal Canadiens     | NHL          | 80   | 20            | 19            | 39            | 54            | 3             | 0  | 0        | 0        | 4        |          |          |
| 2009–10      | Montreal Canadiens     | NHL          | 82   | 25            | 45            | 70            | 50            | 19            | 4  | 7        | 11       | 20       |          |          |
| 2010–11      | Montreal Canadiens     | NHL          | 77   | 22            | 35            | 57            | 60            | 7             | 2  | 3        | 5        | 2        |          |          |
| 2011–12      | Montreal Canadiens     | NHL          | 81   | 17            | 35            | 52            | 56            | —             | —  | —        | —        | —        |          |          |
| 2012–13      | Rytíři Kladno          | ČHL          | 32   | 21            | 25            | 46            | 38            | —             | —  | —        | —        | —        |          |          |
| 2012–13      | Montreal Canadiens     | NHL          | 47   | 14            | 19            | 33            | 24            | 5             | 0  | 4        | 4        | 2        |          |          |
| 2013–14      | Montreal Canadiens     | NHL          | 81   | 20            | 23            | 43            | 38            | 17            | 4  | 5        | 9        | 8        |          |          |
| 2014–15      | Montreal Canadiens     | NHL          | 82   | 26            | 34            | 60            | 46            | 12            | 1  | 3        | 4        | 6        |          |          |
| 2015–16      | Montreal Canadiens     | NHL          | 82   | 14            | 40            | 54            | 36            | —             | —  | —        | —        | —        |          |          |
| 2016–17      | Montreal Canadiens     | NHL          | 78   | 10            | 18            | 28            | 24            | 6             | 1  | 2        | 3        | 0        |          |          |
| 2017–18      | Montreal Canadiens     | NHL          | 60   | 6             | 18            | 24            | 39            | —             | —  | —        | —        | —        |          |          |
| 2017–18      | Toronto Maple Leafs    | NHL          | 17   | 0             | 2             | 2             | 6             | 7             | 2  | 2        | 4        | 2        |          |          |
| 2018–19      | Montreal Canadiens     | NHL          | 3    | 1             | 0             | 1             | 0             | —             | —  | —        | —        | —        |          |          |
| 2018–19      | HC Kometa Brno         | ČHL          | 16   | 0             | 7             | 7             | 14            | —             | —  | —        | —        | —        |          |          |
| 2018–19      | Rytíři Kladno          | 1. ČHL       | 10   | 5             | 7             | 12            | 12            | 10            | 4  | 11       | 15       | 14       |          |          |
| 2018–19      | Rytíři Kladno          | ČHL/baráž    | 11   | 1             | 13            | 14            | 14            | —             | —  | —        | —        | —        |          |          |
| 2019–20      | HC Kometa Brno         | ČHL          | 50   | 13            | 20            | 33            | 68            | —             | —  | —        | —        | —        |          |          |
| 2020–21      | Rytíři Kladno          | 1. ČHL       | 33   | 15            | 19            | 34            | 52            | 16            | 6  | 11       | 17       | 2        |          |          |
| 2021–22      | Rytíři Kladno          | ČHL          | 56   | 17            | 36            | 53            | 46            | —             | —  | —        | —        | —        |          |          |
| 2021–22      | Rytíři Kladno          | ČHL/baráž    | 5    | 3             | 7             | 10            | 2             | —             | —  | —        | —        | —        |          |          |
| 2022–23      | Rytíři Kladno          | ČHL          | 52   | 16            | 33            | 49            | 34            | —             | —  | —        | —        | —        |          |          |
| 2022–23      | Rytíři Kladno          | ČHL/baráž    | 4    | 2             | 1             | 3             | 2             | —             | —  | —        | —        | —        |          |          |
| 2023–24      | Rytíři Kladno          | ČHL          | 9    | 1             | 3             | 4             | 25            | —             | —  | —        | —        | —        |          |          |
| Celkem v NHL | Celkem v NHL           | Celkem v NHL | 1001 | 233           | 375           | 608           | 543           | 94            | 18 | 35       | 53       | 52       |          |          |

## Reprezentace
| Rok                       | Tým                       | Soutěž                    | Z  | G  | A  | B  | TM |
| ------------------------- | ------------------------- | ------------------------- | -- | -- | -- | -- | -- |
| 2000                      | Česko 18                  | MS-18                     | 6  | 1  | 1  | 2  | 2  |
| 2001                      | Česko 20                  | MSJ                       | 7  | 1  | 1  | 2  | 6  |
| 2002                      | Česko 20                  | MSJ                       | 7  | 3  | 4  | 7  | 0  |
| 2006                      | Česko                     | MS                        | 9  | 3  | 0  | 3  | 20 |
| 2007                      | Česko                     | MS                        | 7  | 4  | 4  | 8  | 2  |
| 2008                      | Česko                     | MS                        | 4  | 0  | 3  | 3  | 2  |
| 2009                      | Česko                     | MS                        | 7  | 0  | 1  | 1  | 4  |
| 2010                      | Česko                     | OH                        | 5  | 2  | 1  | 3  | 2  |
| 2011                      | Česko                     | MS                        | 8  | 6  | 4  | 10 | 6  |
| 2012                      | Česko                     | MS                        | 10 | 1  | 6  | 7  | 4  |
| 2013                      | Česko                     | MS                        | 2  | 0  | 4  | 4  | 2  |
| 2014                      | Česko                     | OH                        | 5  | 1  | 3  | 4  | 0  |
| 2015                      | Česko                     | MS                        | 2  | 0  | 0  | 0  | 0  |
| 2016                      | Česko                     | MS                        | 8  | 5  | 0  | 5  | 8  |
| 2016                      | Česko                     | SP                        | 3  | 0  | 0  | 0  | 0  |
| 2017                      | Česko                     | MS                        | 8  | 0  | 0  | 0  | 4  |
| 2018                      | Česko                     | MS                        | 8  | 0  | 1  | 1  | 2  |
| Juniorská kariéra celkově | Juniorská kariéra celkově | Juniorská kariéra celkově | 20 | 5  | 6  | 11 | 8  |
| Seniorská kariéra celkově | Seniorská kariéra celkově | Seniorská kariéra celkově | 86 | 22 | 27 | 49 | 56 |